# Laccosperma laeve
Laccosperma laeve là loài thực vật có hoa thuộc họ Arecaceae. Loài này được (G.Mann & H.Wendl.) Kuntze mô tả khoa học đầu tiên năm 1891.